# 沙赫里亚尔·马梅季亚罗夫
沙赫里亚尔·哈米德奥卢·马梅季亚罗夫（1985年4月12日—），阿塞拜疆国际象棋棋手、特级大师。
马梅季亚罗夫于2003年、2005年两度获得国际象棋世界青年冠军。2009年，他在世界国际象棋团体锦标赛上获得了最佳棋手称号。2013年，获世罗国际象棋快棋锦标赛冠军。
此外，马梅季亚罗夫还作为阿塞拜疆队的一员获得了2009年、2013年欧洲国际象棋团体锦标赛冠军。
马梅季亚罗夫的姐妹泽纳布·马梅季亚洛娃（Zainab Mamedyarova）与图尔坎·马梅迪亚洛娃（Turkan Mamedyarova）皆为国际象棋女子特级大师。